# オーレリアン・シェジュ
オーレリアン・シェジュ（Aurélien Chedjou, フランス語発音: [ɔʁeljɑ̃ ʃɛdʒu]; 1985年6月20日 - ）は、カメルーン・ドゥアラ出身の元サッカー選手。元カメルーン代表。現役時代のポジションはディフェンダー (センターバック) 。

## 経歴

### クラブ
カメルーンのクラブから2002年にビジャレアルCFの下部組織に加入したが、トップチームの試合には出場していない。2003年にポーFCに移籍してプロデビューし、AJオセール、FCルーアンと渡り歩き、2007年リールに移籍した。
2013年5月25日、トルコ・スュペル・リグのガラタサライSKへの移籍が決定。

### 代表
2009年にフル代表デビューするとアフリカネイションズカップ2010、FIFAワールドカップ南アフリカ大会に出場した。また、北京オリンピックにも出場した。
2013年9月8日のワールドカップ予選、リビア戦で代表初得点となる決勝ゴールを挙げ、カメルーンの2次予選通過を決めた。

## 代表歴

### 出場大会
- カメルーン代表
  - 2010 FIFAワールドカップ
  - 2014 FIFAワールドカップ

### 試合数
- 国際Aマッチ 49試合 1得点（2009年-2016年）[2]

| カメルーン代表 | 国際Aマッチ | 国際Aマッチ |
| 年             | 出場        | 得点        |
| -------------- | ----------- | ----------- |
| 2009           | 4           | 0           |
| 2010           | 10          | 0           |
| 2011           | 4           | 0           |
| 2012           | 5           | 0           |
| 2013           | 6           | 1           |
| 2014           | 4           | 0           |
| 2015           | 10          | 0           |
| 2016           | 6           | 0           |
| 通算           | 49          | 1           |

## タイトル
リールOSC
- リーグ・アン (1) : 2010-11
- クープ・ドゥ・フランス (1) : 2011

ガラタサライSK
- スュペル・リグ (1) : 2014-15
- テュルキエ・クパス (3) : 2013-14, 2014-15, 2015-16
- テュルキエ・スュペル・クパス (3) : 2013, 2015, 2016

アダナ・デミルスポル
- TFF1.リグ (1) : 2020-21